# Міничево
Міни́чево (рос. Мини́чево) — присілок у складі Яшкинського округу Кемеровської області, Росія.

## Населення
Населення — 9 осіб (2010; 0 у 2002).